# Gnathopogon elongatus
Gnathopogon elongatus är en fiskart som först beskrevs av Temminck och Schlegel, 1846.  Gnathopogon elongatus ingår i släktet Gnathopogon och familjen karpfiskar. Inga underarter finns listade i Catalogue of Life.